# Espera Feliz
Espera Feliz este un oraș în Minas Gerais (MG), Brazilia.